# 鈴原莉子
鈴原莉子（日语：／ Suzuhara Riko，1992年6月27日—），日本寫真偶像、個人助理。於神奈川縣出身。所屬事務所為「YukiProduction」。

## 生平
鈴原在在2018年之前不時以咖啡店店員和地下偶像的身份活動，並成為了個人助理至少8年。她之後被人發掘，決定在兼任個人助理的同時，出道成為寫真偶像。出道作為於2018年10月開售的《莉子素》（りこぴん）。次月她來到了沖繩縣，在那開展寫真拍攝工作，以在次年1月發表作品《重新上色》（リコライズ）。這部作品把她身穿校服的樣子收錄在內。她在5月時亦發表了寫真DVD《天使的誘惑》（天使のユウワク）。觀眾除了能從中觀賞身穿泳裝的鈴原外，亦能看到她的護士裝扮。9月25日，她的寫真作品《補習》（課外授業）公開。她在這部作品扮演誘惑學生及其他教師的實習教師。
2020年7月，鈴原在選美比賽「Miss Genic 2020」中奪得殿軍（第4位）。次月，推出寫真DVD《濃厚莉子素》（濃厚りこぴん），當中運用到糖果去輔助拍攝，並加入了綁縛的元素。她在次年2月公開寫真DVD《愛的形狀》（愛のカタチ），觀眾能從中看到擺出手胸罩姿勢的鈴原。邁那比新聞（マイナビニュース）形容這部作品為「過激」。10月22日，她以身穿泳裝和燈籠褲的樣子進行拍攝的寫真DVD《學生會長的秘密》（生徒会長のひみつ）開售。

## 外部連結
- 鈴原莉子的X（前Twitter）（日語）
- 鈴原莉子的Instagram帳戶（日語）